# 26 (число)
26 (двадцать шесть) — натуральное число, расположенное между числами 25 и 27.

## В математике
- Одиозное число
- Сумма цифр числа 26^3 равна числу 26. Кроме него подобным свойством обладают только числа 0, 1, 8, 17, 27
- Пьер Ферма доказал, что 26 — единственное целое число, заключённое между квадратом (25 = 52) и кубом (27 = 33).
- Это наименьшее число, не являющееся палиндромом, чей квадрат (262=676) — палиндром[1].
- Группа перестановок порядка 5 содержит 26 инволюций[2].
- Согласно теореме о классификации, любая конечная простая группа либо принадлежит к одному из 18 счётных семейств, либо изоморфна одной из 26 исключительных спорадических групп.
- Число Бога кубика Рубика 3×3×3 в метрике QTM равно 26[3][4].
- Квадрат числа 26 — 676.

## В науке
- Атомный номер железа
- Критическая размерность в теории струн.

## Время
- События
  - 26 год;
  - 26 год до н. э.
  - 1726 год
  - 1826 год
  - 1926 год
- События, праздники, дни рождения и смерти известных людей:

26 января | 26 февраля | 26 марта | 26 апреля | 26 мая | 26 июня | 26 июля | 26 августа | 26 сентября | 26 октября | 26 ноября | 26 декабря

## В других областях
- 26 год; 26 год до н. э., 1926 год
- ASCII-код управляющего символа SUB (substitute)
- 26 — Код субъекта Российской Федерации Ставропольского края
- 26 в Иудаизме — гематрия непроизносимого имени Бога[5].
- 26 — количество соседей [включая диагонали] у клетки в трёхмерном лабиринте.
- 26 букв в современном латинском алфавите.
- 26 буква русского алфавита — Ш.
- 26 буква латинского алфавита — Z.
- 26 день года — 26 января.
- 26 июня в календаре находится на 26 неделе года.

- Число 26 по месяцам: 26 января | 26 февраля | 26 марта | 26 апреля | 26 мая | 26 июня | 26 июля | 26 августа | 26 сентября | 26 октября | 26 ноября | 26 декабря